# Monster (манга)
Monster (яп. モンスター монсута:, Монстр) — известная манга Наоки Урасавы и снятое по ней аниме в жанре психологического триллера с элементами детектива. По данным на декабрь 2009 года, манга имела самый высокий пользовательский рейтинг в базе данных Anime News Network. Согласно опросу, проведенному в 2007 году министерством культуры Японии, занимает 19-е место среди лучшей манги всех времен. Аниме, снятое на студии Madhouse, показывалось в 2004—2005 годах и состояло из 74 серий. Кроме того, в 2002 году вышла книга Наоки Урасавы Another Monster («Ещё один монстр»), где события описаны с точки зрения постороннего наблюдателя — австрийского репортера.

## Сюжет
1986 год, Германия. В Дюссельдорфе совершено жестокое убийство: неизвестный проник в дом четы Либертов и застрелил жившую там пожилую пару. Выжили только дети: Анна и её брат-близнец Иоганн. Иоганн ранен в голову и находится в тяжёлом состоянии. Он срочно нуждается в операции, а Анна от шока потеряла память и не реагирует на окружающих людей. Так случилось, что в том же городе живёт и работает гениальный молодой хирург Тэмма Кэндзо, который успешно проводит тяжёлую операцию и спасает жизнь мальчика. Это событие перевернёт всю жизнь доктора Тэммы.
Проходит девять лет, и Тэмма заново встречается с Иоганном, который у него на глазах с улыбкой убивает пациента. Тэмма Кэндзо осознает, что он не просто спас человеческую жизнь, а воскресил настоящее чудовище, психопата и убийцу. Между тем, Иоганн стремится найти сестру, с которой расстался девять лет назад. Анна Либерт, теперь уже Нина Фортнер, живёт в Гейдельберге, в благополучной семье, учится в университете, но не помнит своего прошлого и ходит на приём к психологу. Иоганн посылает к новым родителям Нины наёмных убийц. Нина, приходя в себя, начинает вспоминать прошлое и понимает, что девять лет назад именно она стреляла в Иоганна, и по её вине он оказался в госпитале Тэммы. С этого момента пути персонажей расходятся. Тэмма и Нина Фортнер считают, что их долг — найти и убить Иоганна, то есть предотвратить преступления, которые он совершит в будущем. Нина, уже стрелявшая в Иоганна однажды, собирается завершить начатое, а также отомстить за своих родителей. Тэмма, который спас Иоганна во время операции, решает исправить допущенную ошибку. Герои ищут одного и того же человека, иногда встречаются, но действуют не сообща, а в чём-то даже друг против друга. Тэмма считает, что ответственность лежит на нём, — следовательно, ему спустить курок, а Нина не должна запятнать свою совесть убийством. Нина рассуждает аналогично: такой человек, как доктор Тэмма, не должен убивать.

## Персонажи
Главным героем аниме и манги является молодой врач-нейрохирург Кэндзо Тэмма (яп. 天馬 賢三 Тэмма Кэндзо). Доктор Тэмма живёт и работает в Дюссельдорфе, любит медицину и способен с блеском провести даже самую сложную операцию. Впоследствии, чувствуя свою вину, он с не меньшим жаром принимается за поиски Иоганна.
Тем не менее, большое внимание уделяется всем персонажам, которые так или иначе участвуют в поисках Иоганна: инспектору Рунге (яп. ハインリッヒ ルンゲ Inspector Heinrich Runge), который расследует дело об убийстве Либертов и с самого начала подозревает доктора Тэмму; Нине Фортнер (яп. ニナ フォルトナー), чья жизнь оказалась разрушена из-за вмешательства Иоганна; Еве Хайнеман (яп. エヴァ ハイネマン Eva Heinemann), невесте доктора Тэммы, которая бросает жениха при первой же неудаче. Кроме того, появляется большое количество второстепенных и эпизодических персонажей, часто связанных между собой.

## География
События аниме и манги хоть и вымышлены, но происходят в реальном мире, среди реальных географических объектов: город Дюссельдорф, где живёт и работает доктор Тэмма; Мюнхенский университет, в котором учатся Карл Нойманн и Лотта; Гейдельбергский замок, где Иоганн назначает Нине Фортнер свидание в 6 серии аниме; река Эльба (нем. Elbe), где водится радужная форель; Прага, в то время ставшая столицей Чехии. Местоположение героев легко определить, даже если конкретные географические названия не указаны: например, не сказано, в каком конкретно университете учится Нина Фортнер, но она живёт в городе Гейдельберг — значит, речь идет о Гейдельбергском университете, старейшем университете Германии. Там также есть юридический факультет. Аналогичным образом, можно предположить, какое учебное заведение Дюссельдорфа окончили доктор Тэмма и Руди Гиллен — Университет им. Генриха Гейне, специализирующийся на естественных науках (в том числе медицине) и литературе.
Несмотря на это, аниме делалось на японской студии (Madhouse), поэтому внимательные зрители могут заметить несколько ошибок, допущенных создателями Monster. В частности, в 3 серии, прежде чем Юнкерс выскакивает перед машиной, можно мельком увидеть светофор. И хотя действие происходит в Германии, огни у светофора в японском стиле: красный-жёлтый-голубой. На самом деле, в Германии не существует мест, где использовались бы такие цвета. Есть и отсылки к японской действительности, иногда показанной в юмористическом ключе: например, в одной из сцен доктор Тэмма учит европейца Хьюго Бернхардта есть тушеный картофель с помощью палочек, а тот с непривычки роняет еду прямо на стол, вызывая смех Тэммы Кэндзо. В другом эпизоде доктор Тэмма хочет просмотреть материалы девятилетней давности в архиве газеты. Получив разрешение, он благодарит и по японскому обычаю кланяется. Редактор Маурер, житель Гейдельберга, хмыкает: «Так вот он, японский поклон» (англ. «So this is the Japanese bow»).

## Медиа

### Манга
Манга Наоки Урасавы с 1994 по 2001 год выходила в журнале Big Comic Original, в 1997 она получила второй приз на Японском фестивале медиаарта, а в 2001 году — награду издательства Shogakukan как лучшее произведение в категории сэйнэн. В 2022 году о лицензировании манги для издания на русском языке сообщило издательство XL Media.

Эпиграфом к манге стали слова из Откровения Иоанна Богослова:
И стал я на песке морском,
и увидел выходящего из моря зверя с семью головами и десятью рогами:
на рогах его было десять диадим, а на головах его имена богохульные.
[...] И дивилась вся земля, следя за зверем,
и поклонились дракону, который дал власть зверю,
и поклонились зверю, говоря: кто подобен зверю сему?
И кто может сразиться с ним?

### Список томов, выпущенных в Японии
| №  | Дата публикации | ISBN            |
| -- | --------------- | --------------- |
| 1  | Июнь 1995       | ISBN 4091836518 |
| 2  | Сентябрь 1995   | ISBN 4091836526 |
| 3  | Март 1996       |                 |
| 4  | Август 1996     | ISBN 4091836542 |
| 5  | Май 1997        | ISBN 4091836550 |
| 6  | Май 1997        | ISBN 4091836569 |
| 7  | Декабрь 1997    | ISBN 4091836577 |
| 8  | Февраль 1998    |                 |
| 9  | Июль 1998       | ISBN 4091836593 |
| 10 | Декабрь 1998    | ISBN 4091836607 |
| 11 | Май 1999        | ISBN 4091852718 |
| 12 | Август 1999     | ISBN 4091852726 |
| 13 | Февраль 2000    | ISBN 4091852734 |
| 14 | Август 2000     | ISBN 4091852742 |
| 15 | Октябрь 2000    | ISBN 4091852750 |
| 16 | Февраль 2001    | ISBN 4091852769 |
| 17 | Август 2001     | ISBN 4091852777 |
| 18 | Февраль 2002    | ISBN 4091852785 |

### Аниме
Аниме-адаптация Monster была сделана на студии Madhouse и транслировалась по телеканалу Nippon Television с 7 апреля 2004 года по 28 сентября 2005 года, в том же году аниме вышло в качестве DVD-бокса. Сюжет практически ничем не отличается от манги. Режиссёром стал Кодзима Масаюки, автор сценария — Урахата Тацухико.
Закрывающую композицию в сериях 1—32 исполняет Дэвид Силвиан (песня называется «For the Love of Life»), начиная с 33 серии — Ингрид Фудзико Хемминг (с песней «Make it Home»). Музыку к обоим альбомам саундтрека написал композитор Хайсима Куниаки.

### Monster Original Soundtrack
Monster Original Soundtrack (яп. MONSTER オリジナルサウンドトラック) — музыка к аниме Monster. Альбом вышел 23 июня 2004 и, кроме прочего, содержит открывающую композицию аниме (Grain). В Японии заявлен по лейблом VAP. Песни исполняет Дэвид Силвиан.
| 1. Grain 2. Drift Mind 3. Part 4. Float Flower 5. Collage Man 6. Sweet Home 7. Gingerly 8. Nacht Tour 9. Xenia 10. Room | 11. Idler Wheel 12. Bush 13. Drift 14. Medium Shot 15. Rest 16. Sweeper 17. Be Lit Up 18. Decola 19. Mid Point |

### Monster Original Soundtrack 2
Monster Original Soundtrack 2 (яп. MONSTER オリジナルサウンドトラック2) — второй альбом саундтрека, вышедший 22 декабря 2004. Лейбл прежний — VAP, а песни исполняет японская пианистка Ингрид Фудзико Хемминг.
| 1. Make it Home 2. What do I see 3. The Seeds of time 4. Before you go to Sleep 5. HOLD ON 6. Close your eyes 7. OUR DESTINATIONS CALLS 8. RIGHT AND WRONG 9. Cast upon the wind 10. Catch | 11. YOU ARE THE MOVE YOU MAKE 12. Cannot hear 13. S’alright 14. Faith 15. THAN ONE 16. Present 17. The more that I see 18. It’s a long way to go 19. WE’LL BE WAITING FOR THE NIGHT 20. Make it Home (инструментальная) |

## Киноэкранизация
По данным на 2007 год, компания New Line Cinema приобрела права на экранизацию манги. Сценарий для кино-версии должен был написать Джош Олсон.

## Отзывы
В 2022 году редакция сайта IGN дала сериалу 4 место в списке 25 лучших аниме всех времён.